# Histoire de l'AS Saint-Étienne
Pour un article plus général, voir Association sportive de Saint-Étienne.
 (septembre 2017).
Si vous disposez d'ouvrages ou d'articles de référence ou si vous connaissez des sites web de qualité traitant du thème abordé ici, merci de compléter l'article en donnant les références utiles à sa vérifiabilité et en les liant à la section « Notes et références ».
Cet article retrace l'histoire du club de football de l'AS Saint-Étienne.

## Naissance de l'AS Saint-Étienne
- 1933-1934 : Débuts en professionnel en D2 (Saison 1933-1934)
  - Juillet 1933 : L'A.S.S. devenue Association sportive de Saint-Étienne se porte candidate à l'inscription en championnat professionnel. Leur modeste rang en championnat départemental va tout d'abord voir les « Verts » essuyer un refus au profit du Sporting club de Saint-Étienne (32e de finaliste de la Coupe de France 1930, 31, 34 et 36) et alors en Division d'Honneur de la Ligue du Lyonnais. Le Sporting ne peut toutefois pas présenter toutes les garanties financières exigées, les Verts sont promus au statut professionnel en second choix. De plus, le championnat professionnel de première division affichant complet, le club est inscrit dans le tout nouveau championnat inter-régional (D2 de l'époque) qui est composé de 2 poules (Les verts rejoignent la poule sud).
  - 03/09/33 : l'ASSE dispute son premier match professionnel face au SC La Bastidienne à Bordeaux. Le match se solde sur une victoire 3-2.
  - 17/09/33 : l'ASSE dispute son premier match professionnel au Stade Geoffroy-Guichard face au FAC Nice. Le match se solde là encore par une victoire 3-2. Ce match, même si c'est le premier match officiel au stade, ne comptera pas car le FAC Nice déclarera un forfait général peu après dans la saison.
  - 1933 : 1er match de Coupe de France avec un statut professionnel (la 17e du nom) contre La Grand-Combe (ville minière du Gard), les verts l'emportent 11-0.
  - 1933 : 1er et 2e derby contre le FC Lyon.
  - 1934 : Malgré une intendance qui a du mal à suivre (le service administratif se limite à une dactylo à mi-temps), l'ASSE rate d'un rien la promotion terminant à deux points des promus de l'Olympique d'Alès.
  - 1934 : Ces bons résultats ont pour effet de voir déjà la création du premier club de supporters.
- 1937-1938 : La montée vers l'élite (saison 1937-1938)
  - 1938 : La montée se joue lors de la dernière journée et les Verts sont condamnés à faire un résultat à domicile face à Tourcoing. À la mi-temps, le score est de 2-2. Tout reste à faire. Au coup de sifflet final, les Stéphanois s'imposent 7-2. Les Verts rejoignent l'élite pour la première fois en se classant 2e de D2.

## Les premières joutes de l'élite
- 1938-1939 : 1re saison en D1 (Saison 1938-1939)
  - Été 1938 : Arrivée au club en tant que joueur et en provenance de Lille de Jean Snella qui sera une figure marquante du club notamment en tant qu'entraîneur
- 1939-1940 : La guerre et le retour aux poules (Saison 1939-1940)
  - 03/09/39 : Début de la Seconde Guerre mondiale
  - 03/12/39 : Début du nouveau championnat en poules. Les Verts sont dans la poule « Sud-Est-Lyonnais ».
  - ??/??/40 : Décès de Geoffroy Guichard, fondateur du Groupe Casino et du club et propriétaire des terrains du stade lors de sa construction.
- 1940-1941 : 1re Finale de Coupe Charles Simon (Saison 1940-1941)
  - 28/04/40 : 3e Derby contre un autre club lyonnais, le club de Lugdunum en Coupe de France (score : 13-0).
  - ??/??/41 : Finale régionale de la remplaçante de la Coupe de France en présence de Jules Rimet, Georges Bayrou et M. Mallaret (président de la Ligue du Lyonnais) au Stade Fernand Bouisson (15 000 spectateurs). Toulouse 1-0 ASSE
- 1941-1942 : ASSE et OM, début d'une friction (Saison 1941-1942)
  - 05/10/41 : 1er match de la saison : OM-ASSE au Stade Vélodrome devant le journaliste Georges Briquet chargé de le commenter : OM 8-3 ASSE.

## Les premiers trophées
- En 1955, les Verts remportent leur première compétition officielle, la Coupe Charles Drago.
- En 1957, ils remportent leur premier championnat de France.
- En 1962, ils remportent leur première coupe de France face à Nancy (1-0).
- En 1963, ils remportent leur premier championnat de D2.
- En 2013, ils remportent leur première Coupe de la Ligue face au Stade Rennais (1-0).

## Le championnat et l'entrée en Europe
Jean Snella est l'entraîneur de l'ASSE lors de ses premiers résultats. Il entraîne le club de 1950 à 1959 puis de 1963 à 1967. En 1957, le club devient champion de France pour la première fois et fait ses premiers pas en coupe d'Europe en 1958 face aux Glasgow Rangers.
- En 1961, Roger Rocher devient président. L'année suivante, le club remporte la Coupe de France, ce qui n'empêche pas l'ASSE de descendre en Deuxième Division.

Les Verts remontent aussitôt après une année de purgatoire. À noter, qu'ils sont accompagnés par un club qui ne redescendra qu'à l'issue de la saison 2006-2007 : le FC Nantes.
Dès l'année suivante (1964), L'ASSE remportent son second titre de champion de France en étant promu ! Bizarrement, c'est Nantes qui sera champion les 2 années suivantes, débutant ainsi une longue et belle rivalité entre les deux clubs.
Entre 1967 et 1970, les Verts gagnent le Championnat tous les ans et remportent aussi deux Coupes de France (1968 et 1970).
La belle série sera interrompue en 1971 après l'affaire Carnus-Bosquier. Ces deux internationaux stéphanois s'étaient engagés, avant la fin de la saison, et pour la saison suivante, avec l'OM qui luttait avec l'ASSE pour le titre de,champion. Ce n'était pas du tout l'usage à l'époque, même si le nouveau contrat à temps changeait la donne. Cette affaire fit scandale et donna lieu a une joute médiatique épique entre, le fantasque président marseillais Marcel Leclerc et son homologue stéphanois Roger Rocher. Finalement, celui-ci décida la mise à l'écart des deux joueurs, contre l'avis de l'entraineur Albert Batteux. L'OM coiffa l'ASSE sur le fil, la privant ainsi de son 5e titre consécutif. Carnus et Bosquier furent encore champions l'année suivante avec l'OM, pendant qu'Albert Batteux désabusé quittait le club et laissait sa place à un jeune entraineur qui arrêtait sa carrière de joueur pour la bonne cause et qui allait devenir un personnage emblématique du club, Robert Herbin. Une nouvelle page de l'histoire du club s'ouvrait, la plus belle sans doute.

## L'épopée européenne des Verts
En 1972, Robert Herbin arrive donc sur le banc du club et signe deux nouveaux doublés Coupe-Championnat en 1974 et 1975 et conquiert son neuvième titre de champion de France en 1976. La même année, le club échoue en finale de la Coupe d'Europe des clubs champions face aux Allemands du Bayern de Munich. Les finalistes de la coupe d'Europe sont (équipe finaliste en 1-4-3-3) : Ivan Curkovic-Pierre Repellini, Oswaldo Piazza, Christian Lopez, Gérard Janvion-Dominique Bathenay, Jacques Santini, Jean-Michel Larqué-Patrick Revelli, Hervé Revelli, Christian Sarramagna (63e Dominique Rocheteau).

### La «fièvre verte»
Alors que, jusqu’en 1974, les Foréziens n'ont guère brillé sur la scène européenne, ils se rendent célèbres dans toute la France lors de la coupe de champions de cette année. Il y eut bien cet exploit en 1969, au cours d'une soirée mémorable, la première à Geoffroy Guichard, durant laquelle le déjà grand Bayern de Munich fut sorti de la compétition par une belle équipe verte emmenée par un Keita des grands jours. Mais l'exploit resta sans suite et, au tour suivant, le présumé modeste Légia de Varsovie vint refroidir le public stéphanois.
Depuis l'épopée du Stade de Reims datant des débuts de la coupe d'Europe, aucun club français n'a pu rivaliser avec les pays voisins. Tous ou presque avaient un jour connu leur heure de gloire : Espagnols, Portugais, Italiens, Anglais, Allemands ou même Néerlandais et Belges. À tel point que passer un seul tour, pour un club français, était considéré comme une performance.
Les trois hommes considérés comme responsables de la performance stéphanoise sont le président Roger Rocher, secondé par Pierre Garronnaire, inventeur du métier de recruteur[réf. nécessaire], et Robert Herbin jeune entraîneur.
Ce n'était pas le résultat obtenu sur la pelouse grasse du stade d'Hajduk Split en Yougoslavie, en cet après-midi d'octobre, qui allait donner quelques illusions. Battu 4-1, l'ASSE avait reçu une belle leçon de football. Le premier tour avait pourtant été franchi contre le Sporting de Lisbonne, champion du Portugal, et ce n'était pas une formalité.
Après la déculottée yougoslave, la résignation était revenue, à tel point que la télévision se désintéressa du match retour, et que les tribunes de Geoffroy Guichard n'étaient pas entièrement garnies.
Pourtant ce soir là, Saint-Étienne se qualifia en battant les Yougoslaves 5-1, après un match au scénario extraordinaire, dans un stade en délire.
Au tour suivant les Polonais de Ruch Chorzów auraient pu, dès le match aller, stopper net l'épopée, si Saint-Étienne n'avait pas in extremis limité les dégâts en marquant 2 buts, les Polonais menant alors 3-0. La qualification n'était pas compromise et le match retour allait le confirmer. 2-0, devant un stade cette fois plein à craquer, les tribunes étant remplies de gens venus de la France entière, malgré la neige.
Le grand Bayern se dressait à nouveau sur la route de nos glorieux Stéphanois, en route pour la finale. Cette fois, Beckenbauer et ses coéquipiers firent valoir leur expérience, celle qui faisait tant défaut au football français. Après avoir obtenu le nul 0-0, sur la pelouse de Geoffroy Guichard encore enneigée, il s'imposèrent logiquement en Allemagne 2-0. Saint-Étienne est le second club français à atteindre les 1/2 finales de la coupe d'Europe. C'était une équipe sans stars,portée par un public, composée de jeunes joueurs talentueux et besogneux, formés au club, qui paraissaient véhiculer les valeurs mises en avant par les habitants de la ville : (travail, volonté, humilité).
Un journaliste, impressionné par cette atmosphère, qualifie un jour cette arène bouillonnante de "Chaudron"! Ce nom est resté comme synonyme de Geoffroy Guichard.[réf. nécessaire]

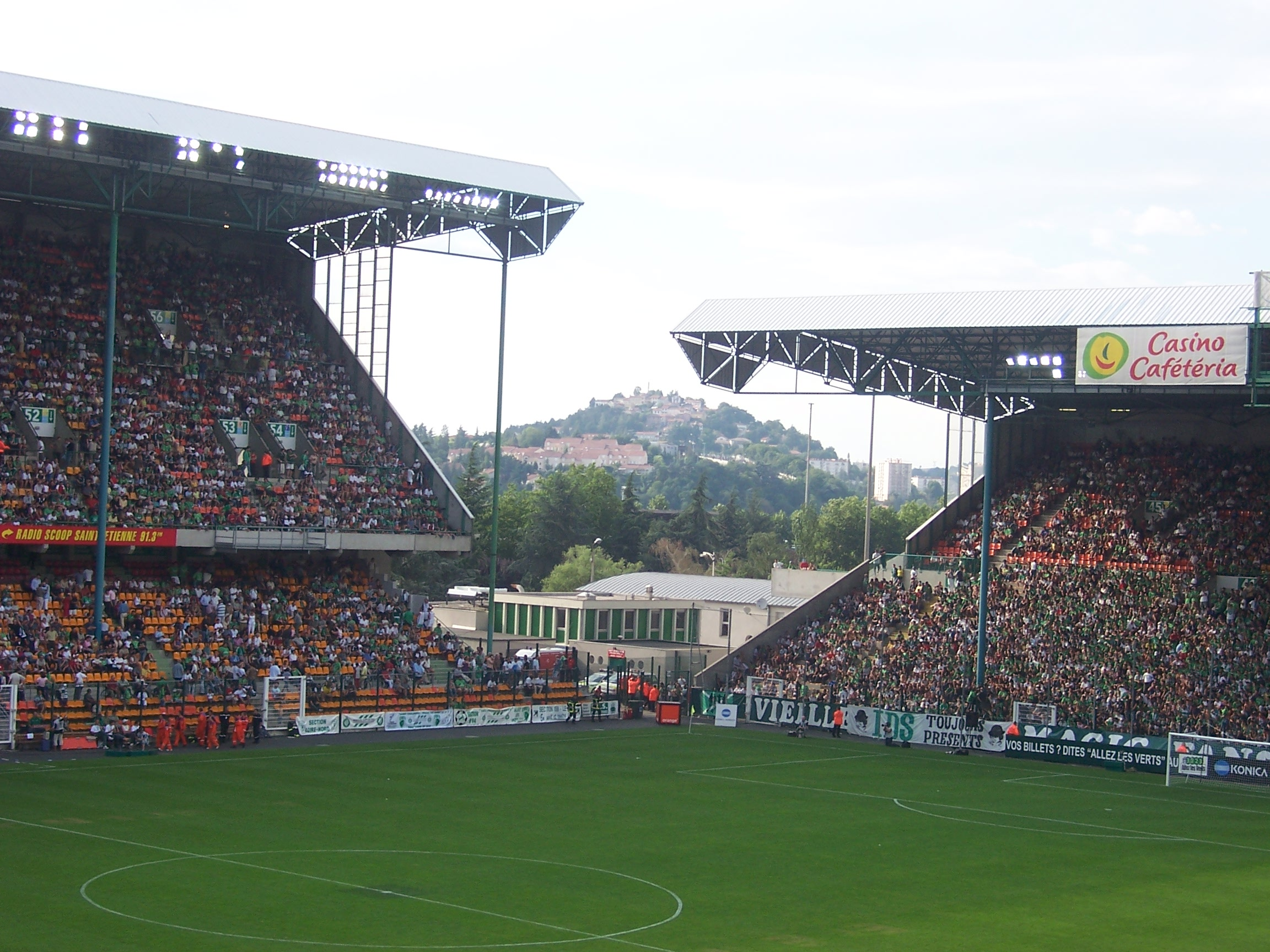
Geoffroy-Guichard

C'est en 1976 que l'A.S Saint-Etienne réalise ce qui reste l'un des plus grands exploits du football français et qui déclenche une vague d'enthousiasme populaire. Il est bon de remettre les choses dans le contexte du moment et de se souvenir que le football français sort à peine de la traversée du désert qu'il a longé depuis 1958. Après avoir éliminé le K.B Copenhague en 16e de finale de la C1 (ancienne "Coupe d'Europe des Clubs Champions"), puis le redoutable club des Glasgow Rangers en 8e de finale, l'A.S.S.E est confrontée en quart de finale à l'Ogre du moment sur la planète football : le Dynamo Kiev. En effet, ce dernier club qui n'est rien d'autre que l'agglomérat de l'équipe nationale de l'U.R.S.S de cette époque, a précédemment remporté la dernière Coupe des Vainqueurs de Coupe (ou C2) en 1975, et étrillé sans ménagement le Bayern de Munich, dernier vainqueur de la Coupe d'Europe des Clubs Champions (ou C1) lors de ce que l'on appelle "la Super Coupe UEFA 1975" (confrontation aller-retour entre les vainqueurs de la C1 et de la C2) 0-1 à Munich, puis 2-0 à Kiev. Les meilleurs footballeurs russes forment ses rangs, et leur façon de jouer n'est pas sans rappeler le Grand Ajax d'Amsterdam de Johan Cruyff, triple vainqueur consécutif de la C1. Autant dire que les paris vont bon train et qu'il n'est pas donné cher de "la peau de l'A.S.S.E"
Notre football renaissant est donc face au pire tirage qui puisse y avoir à cet instant. Tout autre adversaire aurait pu laisser entrevoir quelques espoirs, pas celui-ci dans le contexte décrit. Ainsi l'A.S.S.E s'inclinera à l'aller en Ukraine sur le score respectable de 2-0. (A suivre)
En 1977, l'ASSE remporte sa sixième coupe de France et son dixième titre de titre de champion en 1981. La « grande » époque des Verts est terminée. Le palmarès national glané est sans égal, et sur la scène internationale, à défaut d'une Coupe des Champions, Sainté a su décomplexer en partie le football français.

## La «caisse noire» ou chute d'un club mythique
- En 1982, l'affaire de la « caisse noire » marque la fin du règne Roger Rocher à Saint-Étienne. Malgré son statut d'icône, l'homme à la pipe passe même quatre mois en prison avant d'être gracié par le président.

## Traversée du désert
Après l'affaire la caisse noire, une baisse sensible se ressent dans les performances, avec une 14e place en 1983, et la descente en D2 en 1984 (18e). Il faudra attendre 2 ans pour que Sainté remonte en D1. Et hormis une belle saison 1988 (4e), Saint-Étienne est la plupart du temps dans la deuxième moitié de tableau. Après 10 ans en D1, le club redescend en 1996. Le club s'attend à remonter rapidement, il tutoie l'enfer avec une 17e place en 1997 et 1998. Mais il remonte en 1999 après une magnifique saison, pointant en tête une bonne partie de la saison.

## (Court) retour en D1
Pour son retour en D1, Saint-Étienne parie sur deux brésiliens totalement inconnus, José Aloisio et Alex. Le pari sera réussi, l'équipe réalise une belle saison, terminant à la 6e place, avec notamment une victoire sur Marseille avec un quadruplé d'Alex.
En 2000-2001, Saint-Etienne peut donc jouer la coupe Intertoto. Mais les dirigeants refusent de participer à cette Coupe, privilégiant un retour en Europe par "la grande porte". L'équipe espère confirmer en championnat, mais le début de saison est déjà difficile, au point que Robert Nouzaret puis John Toshack seront renvoyés. En cours de saison éclate l'affaire des faux passeports : Aloisio, Alex, ou encore le gardien Ukrainien Levytsky ont utilisé de faux passeports pour que Saint-Etienne puisse recruter plus de 3 joueurs extra-communautaires. Cette affaire va totalement perturber le club (qui sera même pénalisé de 7 points, pénalité finalement supprimée), qui termine à la 17e place, redescendant en D2.

## La L2, encore, toujours...  et bientôt
De retour en D2, tout est à reconstruire encore une fois. Alain Michel devient l'entraineur et de nombreux transferts animent l'intersaison. Mais le début de saison est désastreux, avec même une journée dans la zone des relégables en octobre. Michel est débarqué, remplacé par Frédéric Antonetti qui assure le maintien. La situation n'est pas meilleure en 2002-2003, où l'équipe est à nouveau dans la seconde moitié de tableau toute la saison, pointant même à la dernière place en février. À partir de ce moment, un déclic se produit et Sainté va remonter à la 9e place, faisant réapparaître de l'espoir pour l'an prochain. En 2003-2004, c'est la saison de la remontée, l'équipe étant dans la zone de promotion toute la seconde moitié de saison et finissant même champion. Sainté s'offre même une demi-finale de Coupe de la Ligue mais tombe face à Sochaux. À la fin de la saison, Frédéric Antonetti quitte le club à la surprise générale, à cause d'un désaccord au niveau du staff.

## Retour parmi l'élite
Pour son retour parmi l'élite à l'été 2004, Saint-Étienne recrute Élie Baup pour remplacer Antonetti, ainsi qu'un intéressant recrutement avec notamment Frédéric Piquionne, Pascal Feindouno, Didier Zokora ou Zoumana Camara. Même si le début de saison est difficile, avec beaucoup d'imprévu, Sainté se reprend et termine la saison à une belle 6e place, rassurant le public de Geoffroy-Guichard.
À l'été 2005, les dirigeants acceptent (contrairement à la saison 2000/2001) de participer à la Coupe Intertoto. Les Verts seront éliminés sans perdre par l'équipe de Cluj (matche à Cluj 1-1, retour à Sainté 2-2). Un match aura marqué les esprits, celui disputé à Genève contre l'équipe de Neuchâtel Xamax : en effet, ce match a vu le déplacement impressionnant en Suisse de près de 14 000 supporters stéphanois deux mois après avoir été 10 000 à Monaco, lors du dernier match de la saison. Malgré la stabilité de l'effectif et un début de championnat plutôt réussi, la saison est globalement décevante, en particulier à partir de la période de Coupe d'Afrique des nations (CAN) en janvier. Mais au retour des Africains, les résultats ne remontent pas, l'équipe termine 13e et Élie Baup quitte le club en fin de saison.
En 2006-2007, Ivan Hasek et Laurent Roussey arrivent pour remplacer Baup. L'équipe passe toute la saison dans la première moitié de tableau ... sauf lors de la dernière journée où le club retombe à la 11e place. Ivan Hasek laisse les pleins pouvoirs à Roussey.
En 2007-2008, les grands moyens sont sortis pour renforcer l'équipe (avec le recrutement de Stathis Tavlaridis, Dimitri Payet ou Blaise Matuidi). Malgré cela, la saison est moyenne, et l'équipe plonge à nouveau en janvier au moment de la CAN. Mais un incroyable sprint final qui coïncide avec l'explosion de Bafétimbi Gomis permet à Sainté de finir 5e et de retourner en Coupe d'Europe 26 ans après sa dernière participation.
En 2008-2009, Saint-Étienne ne confirme pas sa 5e place et plonge en bas de tableau. Laurent Roussey est renvoyé, et remplacé par Alain Perrin. Mais celui-ci ne parvient pas à faire remonter l'équipe, n'accrochant le maintien qu'à la dernière journée après une victoire contre Valenciennes 4-0. En coupe de l'UEFA, Sainté termine 1er de son groupe, et bat l'Olympiakos Le Pirée en 16e, mais les Verts tombent face au Werder Brême en 8e de finale.
La saison 2009-2010 ne s'annonce pas sous les meilleurs auspices en raison des départs de Paulo Machado et Bafétimbi Gomis et des renforts (comme Boubacar Sanogo) arrivés tardivement. À mi-saison, Saint-Étienne flirte avec la zone rouge et Perrin a été remplacé par son adjoint, Christophe Galtier en décembre.L'ASSE termine 17e cette année-là, puis 10e, 7e, 4e puis 5e les années suivantes.